# Jorge González
Jorge González (31. ledna 1966 – 22. září 2010) byl argentinský basketbalista a profesionální wrestler. Díky své výšce 231 cm je nejvyšším wrestlerem v historii a nejvyšším argentinským basketbalistou v historii. V roce 1988 byl společně s Argentincem Hernánem Montenegrou draftován do NBA, což znamená, že jsou prvními Argentinci, kteří se dostali do NBA. Ve wrestlingu aktivně zápasil mezi roky 1990 a 1995 pod ringovým jménem El Gigante, později Giant González. V prosinci 1995 odešel z wrestlingu a vrátil se zpátky do Argentiny kvůli vážným zdravotním problémům.